# Séduction (hebdomadaire)
 (novembre 2021).
Si vous disposez d'ouvrages ou d'articles de référence ou si vous connaissez des sites web de qualité traitant du thème abordé ici, merci de compléter l'article en donnant les références utiles à sa vérifiabilité et en les liant à la section « Notes et références ».
Séduction est un périodique français érotique fondé par Maurice Rostand, directeur littéraire. Il parut tous les samedis, de novembre 1933 à décembre 1938. 
Il proposait à ses lecteurs des articles, photographies, petites annonces et récits sulfureux. 